# Cryptandra intonsa
Cryptandra intonsa är en brakvedsväxtart som beskrevs av B.L. Rye. Cryptandra intonsa ingår i släktet Cryptandra och familjen brakvedsväxter. Inga underarter finns listade i Catalogue of Life.